# Les Habitants (Veilhan)
Pour les articles homonymes, voir Les Habitants.
Les Habitants est un ensemble de six sculptures réalisées par Xavier Veilhan, installées en 2006 à la cité internationale de Lyon. Cet ensemble est composé de : Deux Pingouins, Grand Pingouin, Jeune Fille en roller, Le Livreur de pizza, Ours, et Homme au téléphone. D'une hauteur de 2,8 m à 8,0 m, les statues sont fabriquées en résine de polyester,.

## Genèse
Les Habitants est le résultat d'une commande publique par le Grand Lyon consécutive à la sélection de Xavier Veilhan parmi quatre artistes. Le coût de l'opération s'est élevé à 452 600 € HT.

## Liste
| Œuvre                      | Coordonnées                 | Couleur monochrome | Observations | Image |
| -------------------------- | --------------------------- | ------------------ | --- | ----- |
| Deux Pingouins             | 45° 47′ 07″ N, 4° 51′ 21″ E | Vert foncé         | |       |
| Pingouin ou Grand Pingouin | 45° 47′ 00″ N, 4° 51′ 02″ E | Gris clair         | |       |
| Jeune Fille en roller      | 45° 47′ 02″ N, 4° 51′ 04″ E | Bleu               | |       |
| Le Livreur de pizza        | 45° 47′ 06″ N, 4° 51′ 14″ E | Rouge              | Le livreur casqué porte une boîte de pizza. À côté, sa mobylette de livraison.                                                                                     |       |
| Ours                       | 45° 47′ 08″ N, 4° 51′ 16″ E | Marron             | Seule statue à être localisée côté Quai Charles-de-Gaulle. L'ours fait signe de la patte droite. Il fait un signe de la patte en direction du centre ville de Lyon |       |
| Homme au téléphone         | 45° 47′ 07″ N, 4° 51′ 27″ E | Orange             | L'homme debout tient son téléphone de la main gauche. |       |